# Ladislav Miškovič
Ladislav Miškovič (* 30. června 1937) je bývalý slovenský fotbalista, který nastupoval jako útočník a obránce.

## Fotbalová kariéra
V československé lize hrál za Spartak Praha Stalingrad/ČKD Praha. Nastoupil ve 43 ligových utkáních, aniž by skóroval.

### Prvoligová bilance
| Ročník          | Zápasy | Góly | Minuty | Klub                     |
| --------------- | ------ | ---- | ------ | ------------------------ |
| I. liga 1959/60 | 13     | 0    | 1 125  | Spartak Praha Stalingrad |
| I. liga 1960/61 | 16     | 0    | 1 336  | Spartak Praha Stalingrad |
| I. liga 1961/62 | 8      | 0    | 646    | ČKD Praha                |
| I. liga 1962/63 | 2      | 0    | 90     | ČKD Praha                |
| I. liga 1963/64 | 4      | 0    | 257    | ČKD Praha                |
| CELKEM I. LIGA  | 43     | 0    | 3 454  |                          |